# Chapelle Saint-Joseph (Bordeaux)
Pour les articles homonymes, voir Chapelle Saint-Joseph.
La chapelle Saint-Joseph de Bordeaux est une église orthodoxe du chef-lieu de la région Nouvelle-Aquitaine, construite au XVIIe siècle. Elle est classée Monument historique en 1978 ainsi que son retable en pierre.  

## Historique

### La société des sœurs de saint Joseph
Au XVIIe siècle à Bordeaux apparaissent de nombreuses œuvres de charité pour des causes très diverses : les enfants abandonnés, les vieillards, les malades, les mendiants, les prisonniers, les veuves, les prostituées… Pour chacune de ces causes, une institution est créée pour satisfaire leurs besoins tout comme la maison des orphelines, l’institution à l’origine de la création de la chapelle Saint-Joseph.
Cette institution est fondée en 1616 à l’initiative de Marie Delpech de l’Estang une femme issue d’une importante famille de la région bordelaise. Elle est approuvée par l’archevêque Henri de Sourdis par lettre datée du 16 juin 1638, il érige alors la congrégation sous le titre « Société des sœurs de saint Joseph pour le gouvernement des filles orphelines » à laquelle il donne pour mission l’instruction, mais aussi l’entretien et la prise en charge générale de ces orphelines. Le roi Louis XIII ainsi que son successeur Louis XIV, approuvent également l’institution par lettres patentes en 1639 et 1673 confirmant ainsi l’important rôle des sœurs au sein de la société.
Marie Delpech de l’Estang est donc la première mère supérieure de l’institution et c’est cette dernière qui achète la maison rue Sainte-Eulalie au sein même de la ville de Bordeaux pour y installer ses pensionnaires. Mais leur nombre n’a de cesse d’augmenter et elle doit rapidement acheter d’autres maisons aux alentours.  
Par la suite, l'institution s'étend hors les murs de Bordeaux grâce à la protection notamment d’Anne d’Autriche leur permettant de s’installer à Paris plus précisément rue de saint-Dominique. Cette extension à Paris est le point de départ pour une diffusion de cette œuvre de charité dans la France entière, elle est aujourd’hui, et ce, depuis 1965 intégrée dans les missions des religieuses de la Providence de Lisieux.

### Construction de la chapelle Saint-Joseph
En 1663, les sœurs de Saint-Joseph possèdent une chapelle trop petite pour accueillir tous leurs pensionnaires et la supérieure Jeanne Durfort achète une maison et un jardin contigus en vue de construire sur ce terrain une église. 
Le 15 mars 1663, l’archevêque Henri de Béthune approuve ce projet, comme le prouve la présence de ses armes sur la voûte de la chapelle. Les dépenses pour le chantier sont avancées par Maurice Pacot, receveur des décimes, remboursé en 1679. L’architecte choisi semble être Julien Foucré, un devis non daté signé de sa main pour la construction de la sacristie de l’édifice est conservé. C’est un architecte qui a déjà œuvré pour des édifices religieux de la ville de Bordeaux notamment pour le décor baroque du chœur de l’église Saint-Bruno en 1684 aux côtés de l’architecte Mérisson.
Le 2 juin 1666, les vicaires généraux constatent que les travaux du lieu de culte ont déjà débuté sans présentation au préalable du plan et des dépenses à l’archevêque et ils interdisent donc la continuation du chantier avant l’arrivée et la validation du projet par ce dernier.
L’édifice est finalement achevé en 1671, année à laquelle, le pape Clément X, annonce accorder des indulgences à ceux qui le visiteraient.

### Après la Révolution

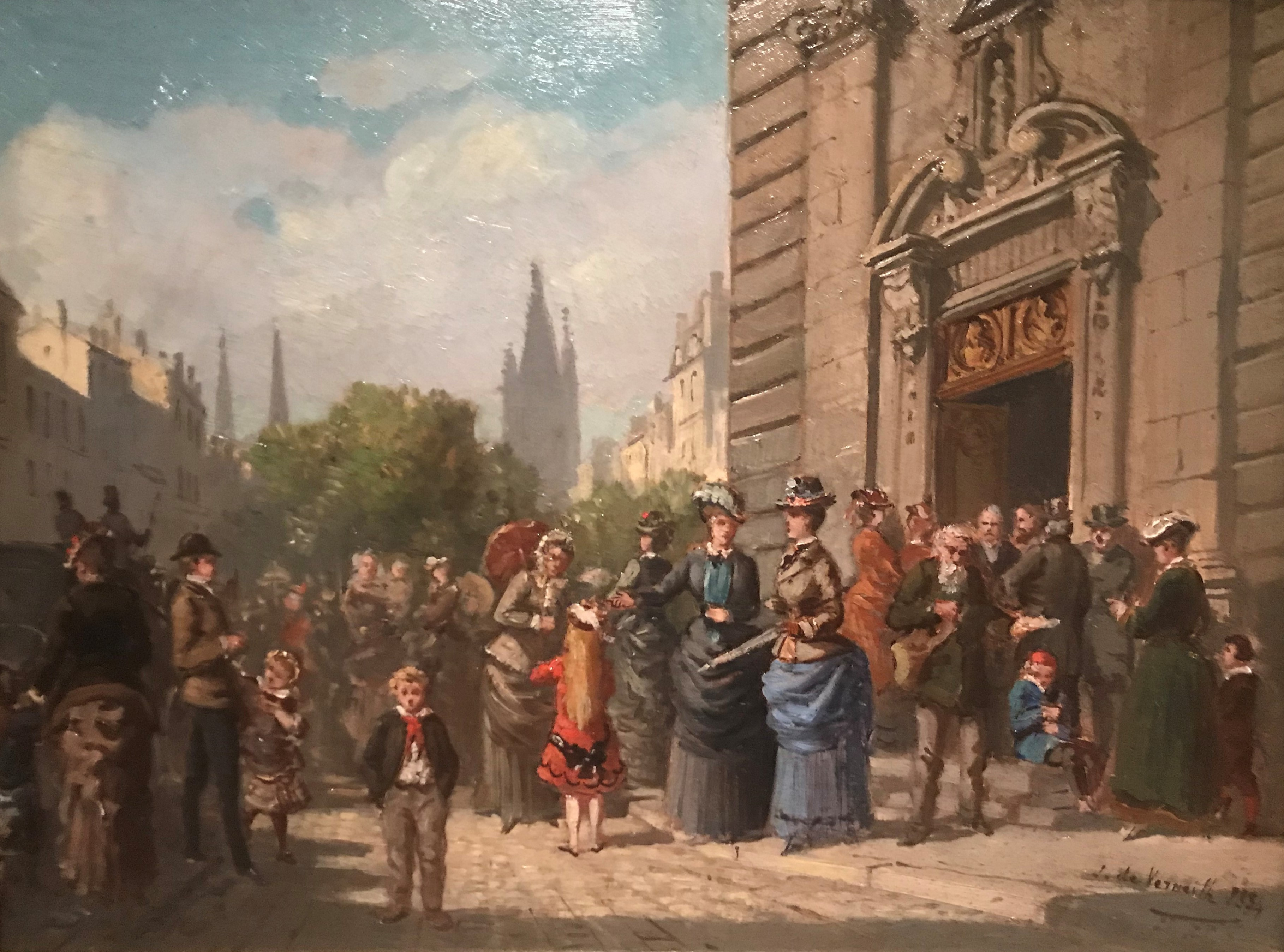
Jules de Verneilh, Sortie de messe, 1884, huile sur bois, Musée d'Aquitaine, Bordeaux.

Désaffectée durant la Révolution, la chapelle ne reprend ses fonctions que le 6 décembre 1862 où le bureau de bienfaisance de Bordeaux prend possession du lieu. Une inscription au-dessus de la porte d'accès à la cour le prouve (une inscription aujourd’hui disparue). Il est vraisemblable que c’est à cette époque qu’est restauré une première fois l’édifice, comme le prouvent les armes du pape Pie IX apparues sur la voûte. 

### Sauvetage et retour au culte auXXesiècle
L'édifice est classé Monument historique en 1978, ainsi que son retable en pierre.
Dans les années 1980-1990, des articles paraissent dans la presse locale au sujet de la chapelle dans un état préoccupant malgré son classement aux monuments historiques. Les Bordelais réclament son sauvetage et la mise en place au plus vite de véritables mesures de conservation et de restauration. C’est justement à cette époque que la statue de saint Joseph et l’enfant Jésus, ornant la niche sur la façade principale, est décapitée après des intempéries. La statue est alors démontée en 1984 et placée à l’intérieur. 
Après restauration, l'édifice redevient donc un lieu de culte en 1999, et est confié à une paroisse de la métropole orthodoxe roumaine en Europe occidentale et méridionale.

## Architecture externe

### Matériaux et modes d'appareillage
La façade antérieure est en pierre calcaire, les trois assises sont en grand appareil et le reste de la façade en moyen appareil. L’élévation sud et postérieure sont faites de moellons tout comme les soubassements, la corniche, les encadrements des baies ainsi que les contreforts. À noter que la toiture, quant à elle, est constituée de tuiles creuses.

### Façade occidentale
La façade occidentale du XVIIIe siècle est composée d’une partie centrale très peu saillante correspondant à la nef et de deux parties latérales, très étroites correspondant aux chapelles.

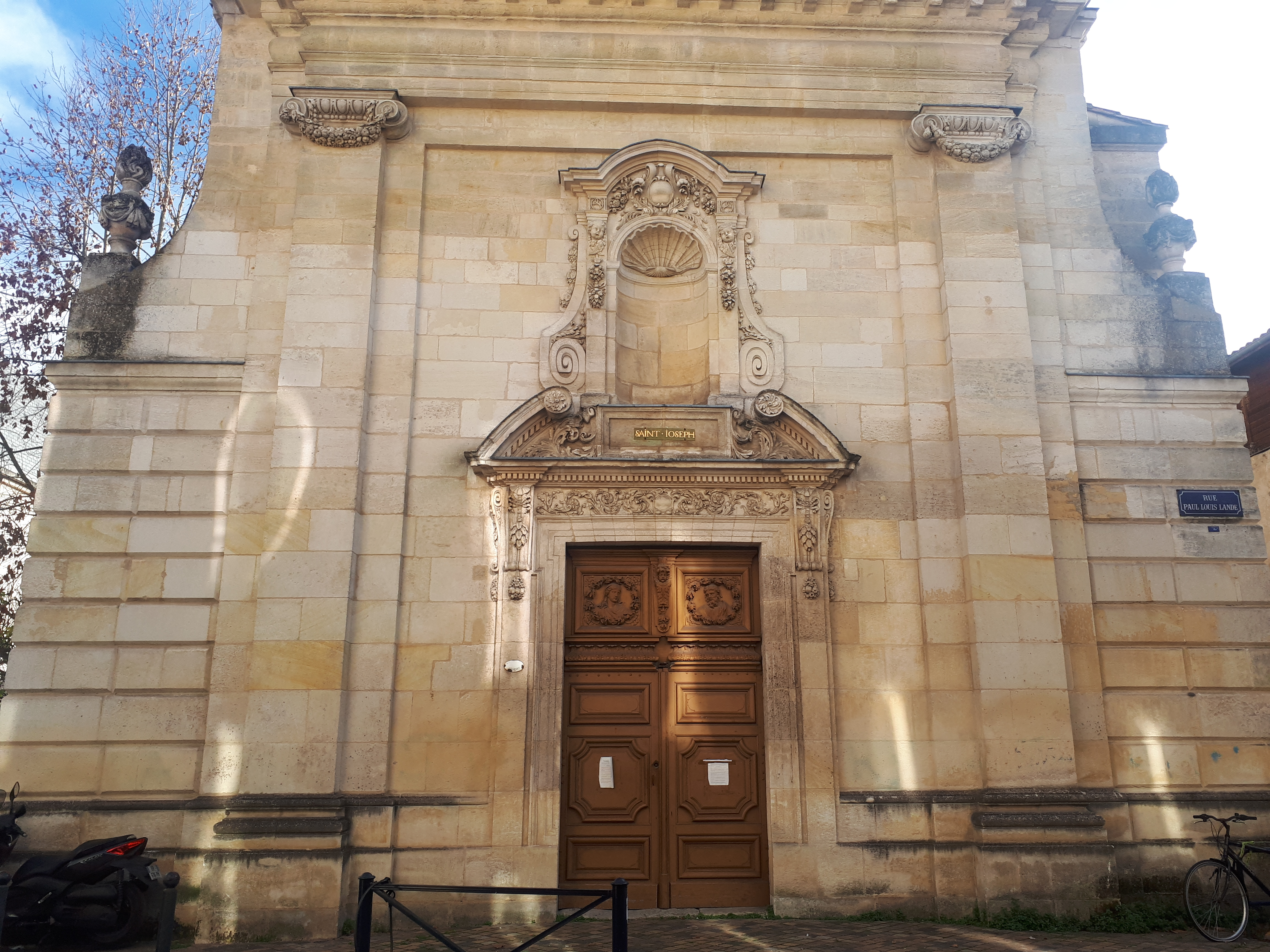
Vue d'ensemble de la façade occidentale de la chapelle Saint-Joseph de Bordeaux.

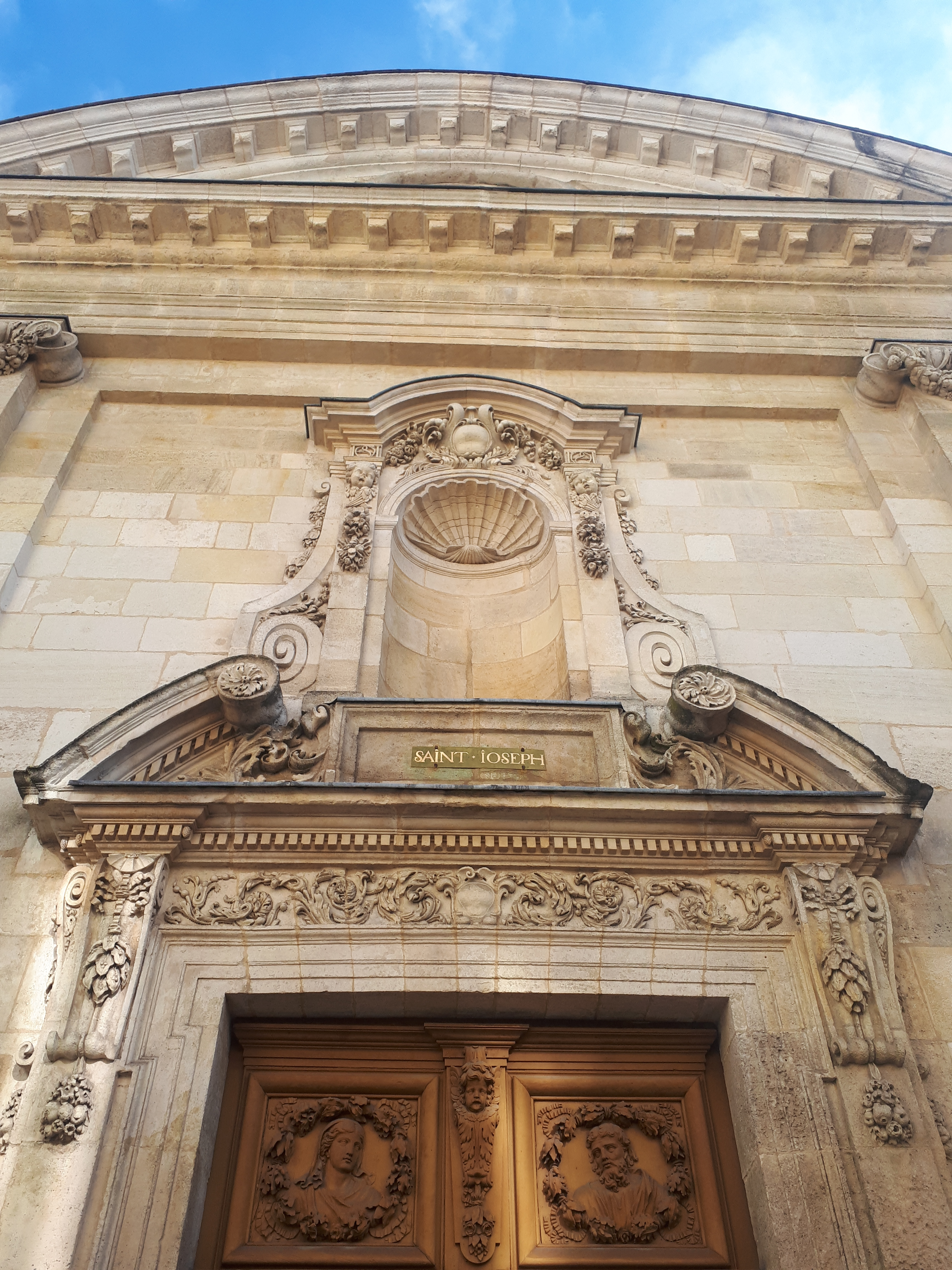
Façade occidentale de la chapelle Saint-Joseph de Bordeaux, détails des ornements sculptés entourant la porte d'entrée.

La partie centrale est encadrée de deux imposants pilastres dont le chapiteau ionique est orné d’une guirlande végétale ; ils portent un entablement à frise bombée ainsi qu’une corniche à modillons. Au-dessus, nous trouvons un fronton cintré de forme courbe. La porte centrale est de forme rectangulaire, de part et d’autre de cette porte, nous pouvons voir des pilastres ornés en partie supérieure de deux consoles. Entre ces pilastres, au-dessus du linteau, apparaissent des rinceaux en bas-relief. Les pilastres portent un fronton brisé dont les rampants sont légèrement incurvés et se terminent par des volutes. La base de ce fronton forme deux ressauts latéraux et est décorée de denticules. Au centre du fronton, dit « table » de par sa forme entourée d’un encadrement mouluré, nous pouvons lire l’inscription suivante « Saint Joseph », de part et d’autre d’un feuillage stylisé. Au-dessus du fronton, se place une niche voûtée en plein-cintre dont la partie supérieure est ornée d’une coquille abritant une statue aujourd’hui démontée. La niche est entourée sur ses côtés de pilastres décorés de têtes de chérubins et de chutes de fleurs. Entre l’extrados de l’arc de la niche et le sommet du fronton cartouche apparaît un décor végétal.
Les parties latérales entourant cette partie centrale sont divisées en deux niveaux : le premier est aveugle et le deuxième pour sa part est semblable à la partie supérieure des contreforts de l’élévation sud, mais à la base de l’élévation incurvée s’élève sur un socle un pot à feu.
L’iconographie présente sur la façade montre le souci de glorifier le patron de l’église, saint Joseph, en l'associant à la Vierge Marie ou à l'enfant Jésus. Comme le prouve la statue autrefois située dans la niche sur la façade principale, une statue de saint Joseph portant l’enfant Jésus mais aussi la boiserie de la porte d’entrée portant un décor sculpté, montrant les bustes en haut-relief de la Vierge et de saint Joseph au centre d'un médaillon formé d'une couronne végétale. 

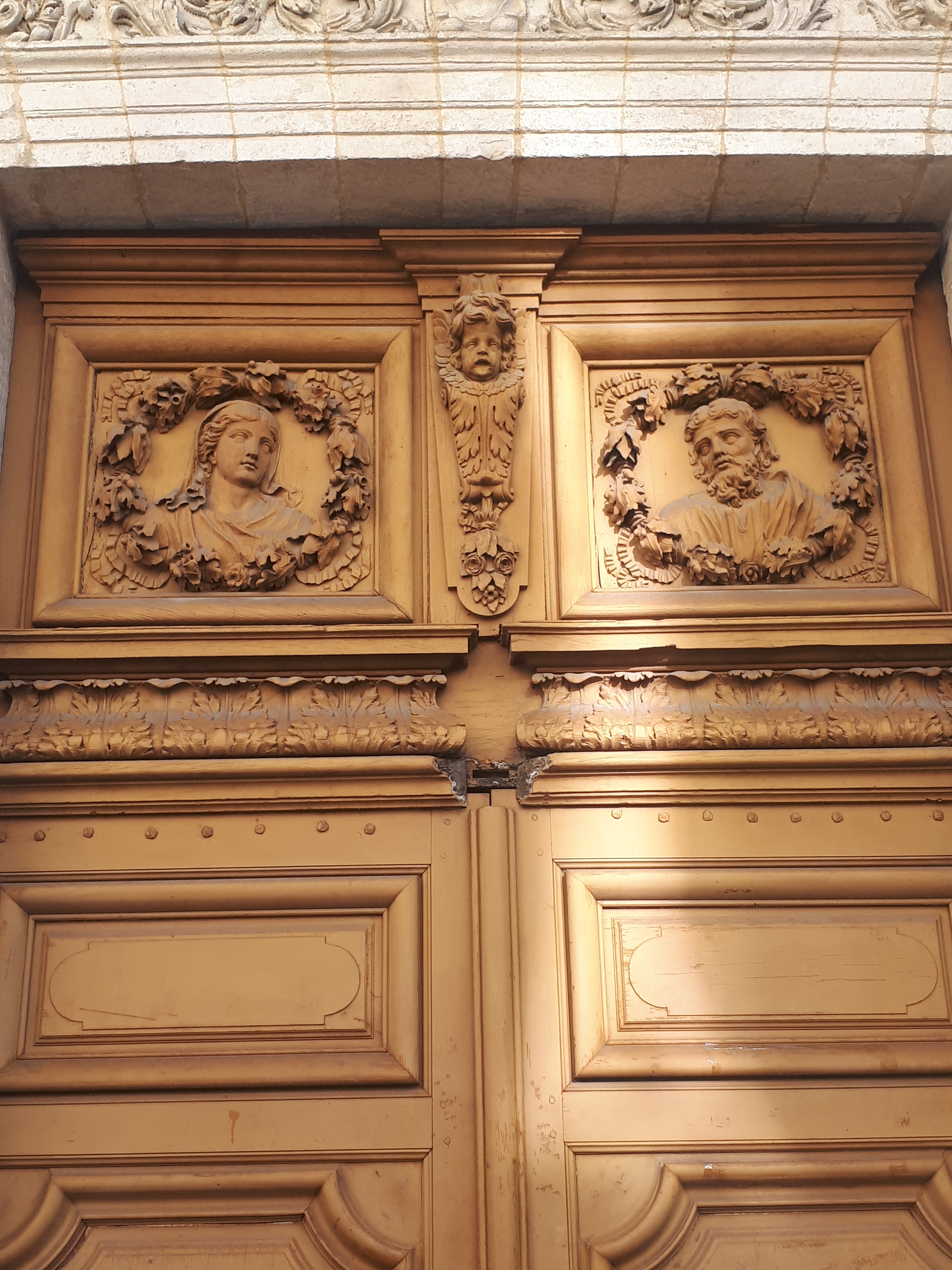
Porte principale de la chapelle Saint-Joseph de Bordeaux, détails des portraits en médaillon de la Vierge Marie et de saint Joseph.

### Élévation sud

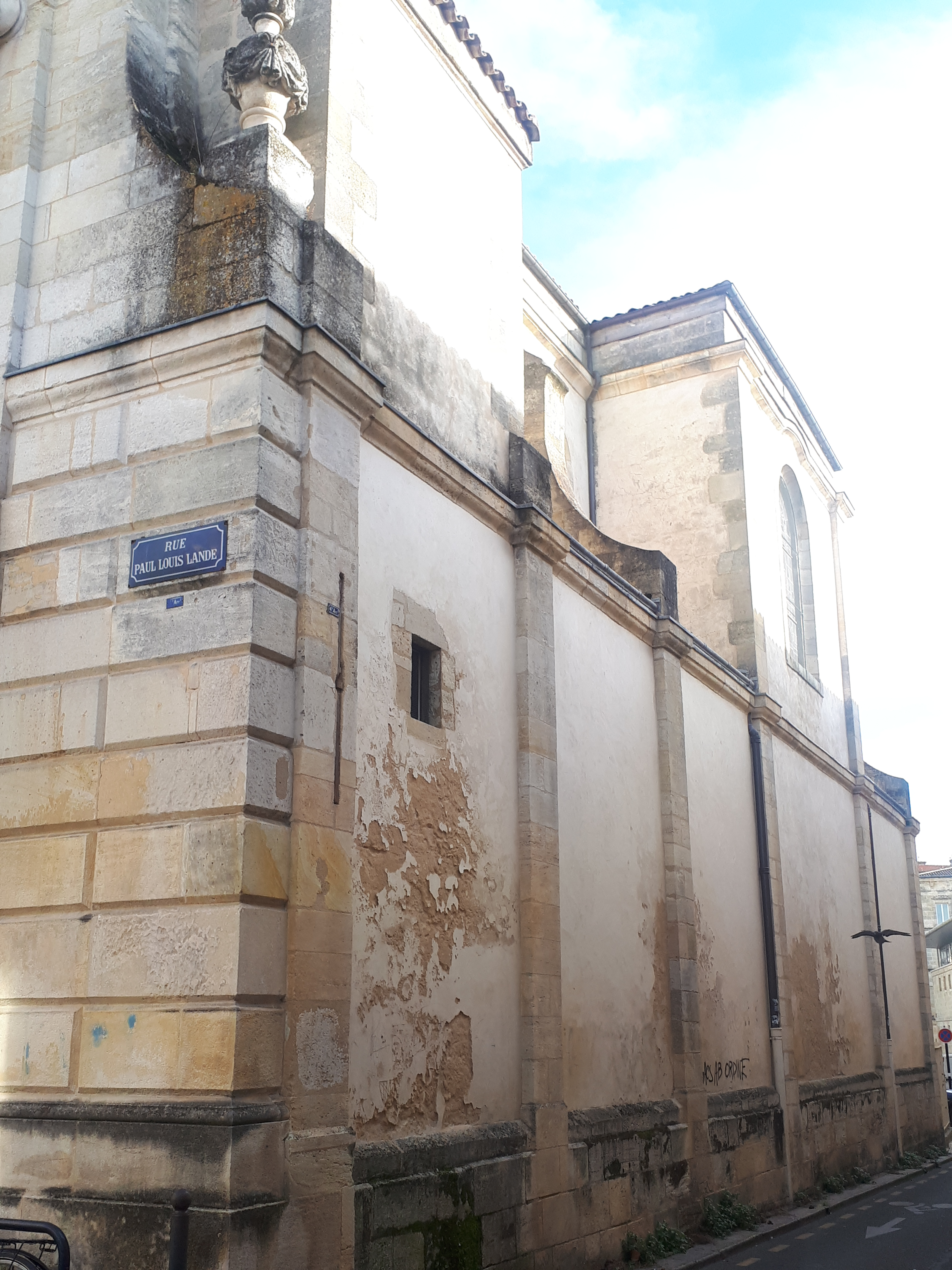
Vue d'ensemble de l'élévation sud de la chapelle Saint-Joseph de Bordeaux.

L’élévation sud, donnant sur la rue Magendie, est composée de deux niveaux séparés par un bandeau mouluré. Le premier niveau est divisé en travées par la partie visible de l’étage inférieur des contreforts qui forment une faible saillie sur le mur. Le second niveau, est formé d’un petit corps de bâtiment logé entre l’étage supérieur des deux contreforts et le mur gouttereau de la nef. Il est divisé en deux travées par un contrefort, chacune étant percée d’une fenêtre en plein-cintre à chambranle plat. Le bras du transept est percé d'une fenêtre en anse de panier, encadrée par des chaînes d'angle en saillie formant comme des contreforts plats. Ce niveau, à l’exception du petit corps de bâtiment ajouté, est couronné par une corniche, elle-même couronné par un petit bahut supportant la charpente. La corniche s’incurve au niveau de la fenêtre du bras du transept.   

### Élévation nord
Pour sa part l’élévation nord, autrefois cachée par un corps de bâtiment ancien, est dorénavant complètement dégagée, nous pouvons notamment apercevoir les vestiges architecturaux de ces anciennes structures à travers les arcs en plein-cintre visibles au premier niveau de cette élévation nord. Le second niveau présente pour sa part, les mêmes baies ouvertes que sur l'élévation sud, des fenêtres en anse de panier, ainsi qu'une corniche, courbe au niveau de l'ouverture du transept, surmontée d'un bahut supportant lui-même la toiture.

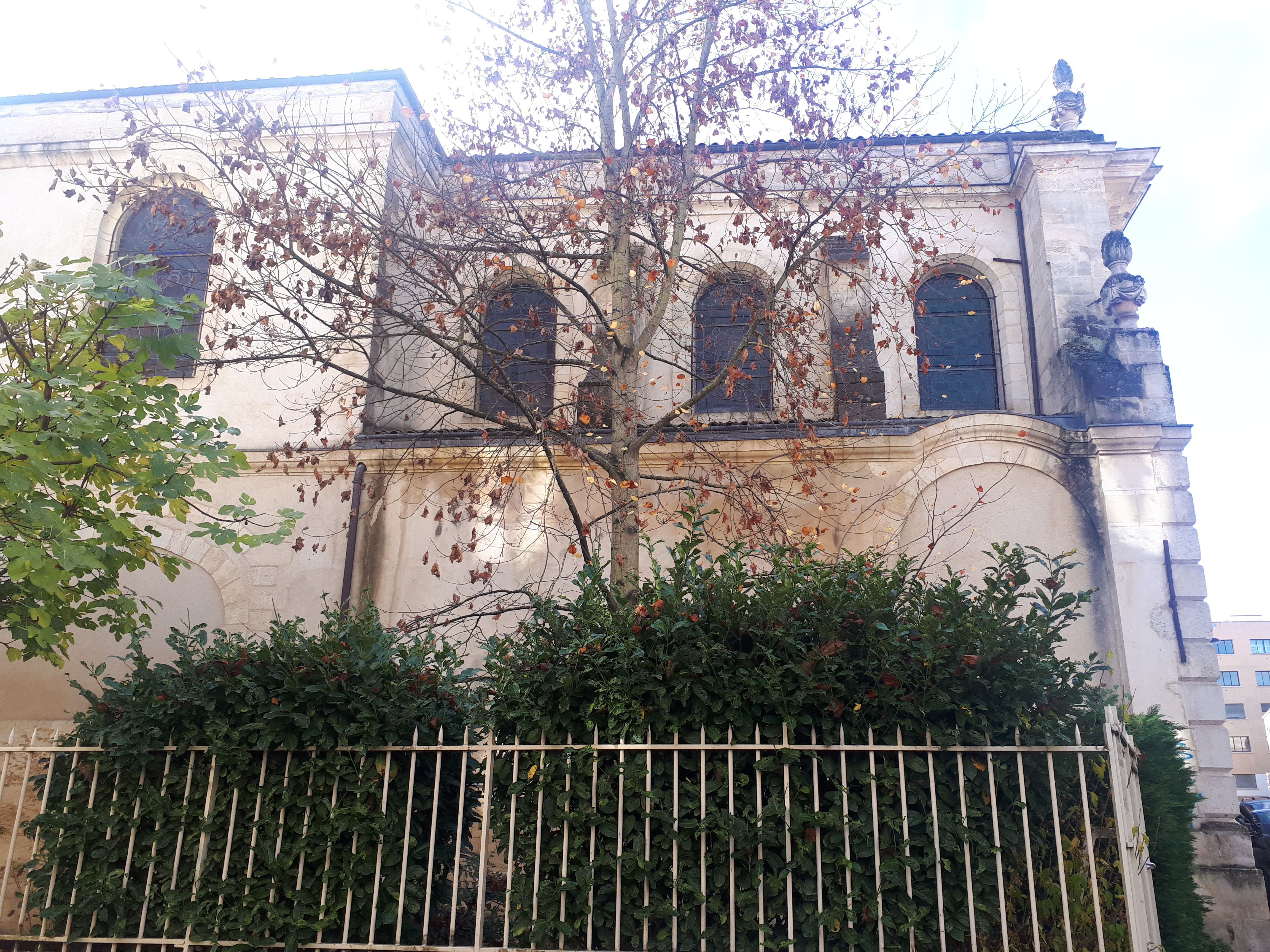
Vue d'ensemble de l'élévation nord de la chapelle saint-joseph de Bordeaux.

## Architecture interne

### Plan
La chapelle Saint-Joseph est orientée. Sa nef est bordée de chaque côté par deux chapelles peu profondes. Le transept est non saillant et se délimite du chœur par trois marches. Le chœur est composé d’une partie droite et d’une abside à cinq pans. De chaque côté de la partie droite, se trouve un passage, de la même profondeur que les chapelles. Le passage sud donne accès à la sacristie, tandis que celui au nord mène à la cour du couvent des orphelines de saint Joseph.  

### Élévations
La tribune, édifiée en 1708, occupe le second niveau de la nef en partie occidentale. Elle est élevée sur une voûte en berceau en anse de panier.
Les élévations latérales de la nef sont à deux niveaux. Le niveau inférieur comporte deux arcades en plein-cintre donnant accès aux chapelles, tandis qu’au niveau supérieur une fenêtre en plein-cintre forme une pénétration dans la voûte.
Le nef et les bras du transept sont voûtés en plein-cintre surhaussé. Au sommet des voûtes du vaisseau principal et des bras du transept sont sculptées les armes de Monseigneur de Béthune, de Jean-Baptiste Lecomte de la Tresne, président du Parlement de Bordeaux et de son épouse Marie-Anne de Pontac. Ils ont été réalisés à la demande de la congrégation pour honorer et remercier leurs différents donateurs. L'abside présente une partie droite, séparée du cul-de-four par un doubleau. Quant à l’élévation du chœur, elle est en majorité camouflée par le retable.

### Retable
Le retable en pierre de la chapelle Saint-Joseph est classé Monument historique par arrêté du 22 mai 1978 en même temps que l'édifice.  
Le retable en pierre est sans-doute exécuté dans les années 1666-1674. Des colonnes corinthiennes délimitent un tableau central, et soutiennent un entablement. Les ailes du retable sont ornées de bas-relief qui présentent des thèmes iconographiques relativement rares. Ils illustrent des scènes de la vie de saint Joseph, époux de Marie. La composition de la sculpture de la première vision du saint et de la fuite en Égypte est originale. De plus, dans la région et avant la construction de la chapelle, aucun ensemble n’avait été consacré à des scènes de la vie de saint Joseph. L’artiste de ces sculptures est anonyme, mais il présente des scènes originales qui témoignent du nouvel essor du culte de saint Joseph.  

### Décors
Les éléments de menuiserie décorée, comme la chaire, le tambour, ainsi que les autels des chapelles, les vitraux, ne font pas partie du programme primitif. Ils ont tout de même été adaptés à l’architecture de la chapelle.
Le programme iconographique des vitraux marque la possession de l’édifice par des religieuses de Saint-Vincent-de-Paul.

## Restaurations
Le classement de la chapelle Monument historique en 1978 lui a permis d’échapper à une destruction injustifiée. Appartenant à la ville de Bordeaux depuis 1990, cette dernière décide une mise hors d’eau en mai 1993. Les travaux sont financés par l’État à hauteur de 40 %, le département de la Gironde à raison de 15 %, et la ville finance les 45 % restants. 
Afin de conserver l’édifice, des travaux de réparations de la voute et de la toiture sont entrepris en 1996 et 1997 pour un coût de 1,8 million de francs, dont la répartition des financements reste la même.